# Droga bez powrotu. Geneza
Droga bez powrotu. Geneza (ang. Wrong Turn: The Foundation) – amerykańsko-niemiecki horror z 2021 roku, wyreżyserowany przez Mike'a P. Nelsona i napisany przez Alana McElroya. Jest to siódma część serii Wrong Turn oraz reboot Drogi bez powrotu.

## Fabuła
Grupa przyjaciół z New Jersey Jen Shaw, jej chłopak Darius, Adam i Milla oraz Gary i Luis udaje się na wędrówkę szlakiem Appalachów. Zatrzymują się w niewielkim miasteczku w Wirginii. Okoliczni mieszkańcy ostrzegają grupę, aby trzymali się wytyczonych szlaków, młodzi wędrowcy zbaczają jednak z obranego kursu i wkraczają na teren zamieszkały przez tajemniczą społeczność. Członkowie izolującej się od setek lat sekty The Foundation nie tolerują obcych i gotowi są zrobić wszystko, by chronić swoją prywatność i styl życia.

## Obsada
- Charlotte Vega jako Jen Shaw
- Adain Bradley jako Darius
- Bill Sage jako Venable
- Emma Dumont jako Milla
- Dylan McTee jako Adam
- Daisy Head jako Edith
- Matthew Modine jako Scott Shaw
- Vardaan Arora jako Gary
- Adrian Favela jako Luis
- Tim de Zarn jako Nate Roades
- Rhyan Elizabeth Hanavan jako Ruthie
- Chaney Morrow jako Hobbs
- Valerie Jane Parker jako Corrine
- Daniel R. Hill jako Reggie
- Damian Maffei jako Morgan czaszka jelenia)
- Mark Mench jako Standard  (czaszka wilka)
- David Hutchison jako Cullen (czaszka dzika)
- Chris Hahn jako Samuel (czaszka łosia)

## Produkcja i wydanie
W październiku 2018 roku ogłoszono kontynuację serii filmów Wrong Turn. Reżyserem został Mike P. Nelson, a scenariusz napisał Alan B. McElroy, który napisał oryginalny film z 2003 roku. Główne zdjęcia rozpoczęły się 9 września w Ohio i zakończyły 2 listopada 2019 roku.
Pierwotnie wydanie filmu planowano na rok 2020, jednak z powodu pandemii COVID-19 premiera została przesunięta na rok 2021. 16 grudnia 2020 roku ogłoszono, że premiera w amerykańskich kinach odbędzie się 26 stycznia 2021 roku tylko przez jedną noc. 23 lutego 2021 roku produkcja została wydana na blu-ray oraz DVD przez Lionsgate Home Entertainment. Polska premiera odbyła się 18 marca 2021 roku w telewizji internetowej na serwisach Player, Canal+, Cineman, Rakuten TV.